# Gran Turismo 5 Prologue
Gran Turismo 5 Prologue (グランツーリスモ5プロローグ, Guran Tsūrisumo 5 Purorōgu) é um jogo eletrônico da série Gran Turismo, lançado exclusivamente para o PlayStation 3. O jogo foi anunciado na E3 2006.
O jogo, tanto na PlayStation Store como em Blu-ray, foi lançado no Japão em 13 de dezembro de 2007, para comemorar o 10 º aniversário da série, na América do Norte em 19 de abril de 2007 e na Europa em 30 de março de 2007. O título de Gran Turismo 5 Prologue é um prévia planejada pela Polyphony Digital do futuro Gran Turismo 5. Gran Turismo 5 Prologue tem características de jogar corridas online de até 16 jogadores, mais de 60 carros, 6 pistas, e 7.1ch (LPCM) som de alta definição.
A versão demo jogável foi lançada em japonês na PlayStation Store entre 21 de outubro a 1 de dezembro de 2006, e uma versão especial norte-americano estava disponível no SEMA Show 2006 em 7 de dezembro de 2006.

## Geral

### Jogabilidade
O jogo possui novos recursos que o deixam mais realista, em especial os carros. Isso inclui o aperfeiçoamento do velocímetro, reflexos nos retrovisores e iluminação realista e em tempo real sobre o carro. Os jogadores, fazendo uso do comando ou do volante, podem olhar para a esquerda e para a direita de dentro do carro. Qualquer volante compatível com PlayStation 3 trabalha com Gran Turismo 5 Prologue. O motor possui sons diferentes de acordo com o modo de visão que é selecionado entre os quatro disponíveis.

### Interface
O jogo tem uma interface totalmente nova, chamada Minha Página. Ela trabalha como um menu do jogo personalizável pelo jogador. Quando o jogo começa o jogador é levado diretamente à Minha Página e o carro atualmente selecionado aparece no ecrã.
Os ícones incluem;
1. Notícias: As últimas informações com tudo sobre o Gran Turismo.
2. Gran Turismo TV: Serviço que disponibiliza vídeos em alta definição, de graça ou pagos, relacionados a carro.
3. Online: Eventos online (corridas ou contra-relógios), todas as semanas novos eventos são adicionados enquanto os mais velhos são fechados.
4. Ranque: Um ranque online para cada circuito e carro.
5. Modo Arcada: Corrida Rápida ou contra-relógio que não acumulam fundos para o modo evento, é onde pode-se também fazer competições multi-jogadores offline.
6. Modo Evento: Onde ganha-se fundos para a compra de carros, consiste numa série de eventos que vão ficando mais desafiadores quando se desbloqueia novos níveis (Bronze, Prata, Ouro e a Classe S) para completar um nível o jogador deve conquistar troféus de ouro, prata ou bronze em todos os eventos do nível.
7. Garagem: Onde o jogador pode ver e escolher entre os carros que tem (guarda até 96 carros).
8. Concessionários: Onde se compra carros novos e participa-se de corrida das marcas.
9. Repetições: Repetições salvas ou transferidas ficam aqui disponíveis para serem assistidas.
10. Opções: Onde são alteradas as definições do jogo.
11. Manual: Exibe o manual de jogo, mais completo do que o que vem na caixa.
12. Gravar: Permite guardar o jogo quando a opção de guardar automaticamente está desativada.